# Rubem Robierb
Rubem Robierb (Bacabal, 1976) é um artista visual, escultor e fotógrafo brasileiro, que reside em Miami, na Flórida. Suas obras têm chamado a atenção da mídia e da crítica de arte, sendo apresentadas em exposições, galerias de arte e museus ao redor do mundo. O artista costuma usar metáforas para criar imagens transbordantes e repletas de significados ocultos para o espectador. Sua arte está intimamente associada ao movimento Pop Art.

## Infância e educação
Rubem Robierb nasceu em Bacabal, Maranhão, Brasil. Quando criança, desenvolveu interesse por poesia e fotografia e por como as imagens podem afetar o espectador no sentido emocional. Aos vinte anos, Rubem mudou-se para São Paulo para se matricular na faculdade de fotografia, mas em vez disso, começou trabalhar com fotografia comercial para revistas de moda. Posteriormente, mudou-se para os Estados Unidos, onde atualmente reside e trabalha em seu estúdio em Miami Beach. Segundo a Luxe Magazine, Rubem se inspirou em obras de Jean-Michel Basquiat e Andy Warhol.

## Carreira
O trabalho de Rubem Robierb chamou a atenção pela primeira vez da Associação Art et Partage, que, em 2005, organizou sua primeira exposição individual "Brezil Autrement" (Outro Brasil) em Aix-en-Provence, na França. Posteriormente, seu trabalho fotográfico foi exposto em galerias de São Paulo, Zurique, Mônaco, Paris e Milão.
Em 2008, Rubem Robierb mudou-se para Miami, onde abriu um estúdio em Wynwood. Em 2009, participou do Red Dot (Art Basel) com a série Eros/Thanatos, conjunto de imagens em que o artista pesquisou a tênue fronteira que existe na sexualidade humana, entre o êxtase e o sofrimento. Em 2011, ele exibiu a série Show Me the Money na Curators Voice Art Gallery, em Miami, na qual esmagou notas de dólar e fotografou contra um fundo preto sólido, criando imagens enganosas para a percepção do espectador, aplicando a técnica de manchas de tinta de Hermann Rorschach. Em 2012, Rubem Robierb estreou na cena artística de Nova York, na Emmanuel Freming Gallery com a série Bullet-Fly Effect - um conjunto de composições que fundiam o corpo de uma borboleta com materiais de guerra como balas ou metralhadoras. O tema principal da exposição foi a crítica à guerra com alusão ao "efeito borboleta" na Teoria do Caos. Em 2013, realizou a exposição Bullets & Butterflies na Galeria Taglialatella sobre o mesmo tema, mas desta vez com uma série de pinturas em vez de fotografias. Em 2015, Rubem Robierb foi contratado pelo conselho municipal de Fort Lauderdale para pintar Metamorph-Us, um grande mural no centro da cidade.
Em 4 de novembro de 2019, a escultura Dandara (Dream Machines Series) de Rubem Robierb se tornou viral depois de ser inaugurada no Tribeca Park, em Nova York. A escultura recebeu o nome de uma mulher transexual de 42 anos que dois anos antes foi brutalmente atacada e assassinada no Brasil. Como observou a Forbes, “Robierb dedicou sua última escultura à comunidade transgênero, não-conforme de gênero e não-binária “em homenagem à sua força e bravura”. Dandara foi destaque em diversas fontes de mídia notáveis. Sua outra obra de arte, "Climate Meltdown" também ganhou a atenção de críticos de arte e jornalistas em dezembro de 2019, depois que Rubem Robierb criou uma exibição com as palavras "How Dare You" esculpidas em duas toneladas de gelo que flutuavam na água em um piscina do hotel. Como afirmaram várias fontes, o artista se inspirou no notável discurso da ativista sueca Greta Thunberg na ONU, e mais tarde usou as palavras "How Dare You" para sua obra de arte "Climate Meltdown". A obra também foi exposta na Art Basel Miami Beach.

## Vida pessoal
Rubem Robierb e Sam Champion, seu parceiro de vários anos e âncora meteorológico da WABC-TV, do Weather Channel e do Good Morning America, se casaram em 2012. Tanto Rubem quanto Sam têm sido fortes defensores do casamento igualitário, apoiando ativamente GLAAD, HRC (campanha de direitos humanos), Point Foundation, LGBTQ Task Force, Power my Learning, Big Brother Big Sisters e Best Buddies, entre outros.

## Exposições individuais
- 2019 - ”Climate Meltdown”, Galeria Arte Fundamental (Miami, EUA)
- 2018 - ”Metamosphosis”, Sagamore Hotel (Miami, EUA)
- 2018 - ”Metamosphosis”, Galerias Taglialatella (Nova York, EUA)
- 2018 - ”Metamosphosis”, Galerias Taglialatella (Toronto, Canadá)
- 2018 - ”Metamosphosis”, Galerias Taglialatella (Paris, França)
- 2017 - ”E a verdade te libertará”, Galeria Arte Fundamental (Miami, EUA)
- 2017 - ”Rubem Robierb New Works”, Octavia Gallery (Houston, EUA)
- 2017 - ”Rubem Robierb New Works”, Galeria Octavia (Nova Orleans, EUA)
- 2016 - ”Rubem Robierb New Works”, Galerias Taglialatella (Nova York, EUA)
- 2015 - Metamorph-Us, Fort Lauderdale, EUA 2015 ”HeArt” Gallery 212 (Aspen, EUA)
- 2014 - ”F-Light” (Atlanta, EUA)
- 2013 - ”Bullets and Butterflies”, Galerias Taglialatella (Nova York, EUA)
- 2012 - ”Bullet-Fly Effect”, Galeria Emmanuel Fremin (Nova York, EUA)
- 2011 - ”Show Me the Money”, Curators Voice Gallery, Miami, EUA
- 2009 - ”Eros/Thanatos”, Curators Voice Gallery (Miami, EUA)
- 2006 - "Brésil Autrement", Instituto Alliance Française (São Paulo, Brasil)
- 2006 - "Brésil Autrement", Galeria Ilana (Paris, França)
- 2006 - “Brésil Autrement”, The Image House Gallery (Zurique, Suíça)
- 2006 - "Brésil Autrement", Instituto Alliance Française (São Paulo, Brasil)
- 2005 - "Brésil Autrement", IBRIT Instituto Brasile-Italia (Milão, Itália)
- 2005 - "Brésil Autrement", Space D´Art Sextius (Aix-en-Provence, França)

## Prêmios
- "Eros/Thanatos", na categoria Belas Artes - Nus
- "Pop Saints", na categoria Belas Artes - Colagem
- "Show Me the Money", na categoria Belas artes - Natureza morta
- "Bullet-Fly Effect", na categoria Belas Artes - Colagem
- "Casa das Minas", na categoria Pessoas - Cultura
- "Casa das Minas", na Categoria Pessoas - Estilo de Vida
- "Centauro", na categoria Pessoas - Autorretrato
- 9 Menções Honrosas de 2012, International Photography Awards (Los Angeles, Califórnia, EUA 2012)[23][24][25][26]
- Série Eros/Thanatos, na categoria Belas Artes: Nus
- Série Pop Saints, na categoria Belas Artes: Colagem
- Série Mostre-me o Dinheiro, na categoria Belas Artes: Natureza Morta
- Série Bullet-Fly Effect, na categoria Belas Artes: Colagem
- Série Casa das Minas, na categoria Pessoas: Cultura
- Série Casa das Minas, na categoria Pessoas: Estilo de Vida
- Série Veja, na categoria Belas Artes: Retrato
- Série Veja, na categoria Pessoas: Retrato
- Centauro, na categoria Pessoas: Autorretrato